# 日本統計年鑑
日本統計年鑑（にほんとうけいねんかん、英語: JAPAN STATISTICAL YEARBOOK）は、総務省統計局が編集・発行する、日本の国土、人口、経済、社会、文化などの広範な分野にわたる基本的な統計データを、網羅的かつ体系的に収録したものである。

## 概要
1882年（明治15年）に太政官統計院により創刊された「統計年鑑」を起源とする。官公庁や民間調査機関などが実施又は作成している統計調査、業務統計及び加工統計から基本的なデータを選択し、編集している。